# Южноукраїнський міський історичний музей
Южноукраїнський міський історичний музей (з 2003 року до 2014 року музей мав назву: музейний комплекс міста «Козацької слави та військової техніки»)  — історичний музей міста Південноукраїнськ Южноукраїнська міська громада Вознесенський район Миколаївська область. Був заснований у 2003 році.

## Історія
У 2003 році на території Меморіалу воїнам-визволителям рішенням Южноукраїнської міської ради було створено музей.
З 2003 року до 2014 року музей мав назву: музейний комплекс міста «Козацької слави та військової техніки». 16 квітня 2014 року рішенням Южноукраїнської міської ради від 27.03.2014 року № 1220 49 сесії 6 скликання музей перейменовано на Южноукраїнський міський історичний музей.
Належить до комунальної власності міста, знаходиться в оперативному управлінні управління молоді, спорту та культури Южноукраїнської міської ради.

## Експонати
Музей має дві складові: експозиція військової техніки просто неба та виставкова зала, де представлено п'ять постійних виставок, а саме: «Слава Бузького Ґарду», що розповідає про історію краю від сивої давнини до часів Бугогардівської паланки Війська Запорізького Низового; «Між двох вогнів. Україна в Другій світовій війні», «Цей одвічний біль Афганістану…», присвяченої подіям Афганської війни 1979-89 років, «Герої не вмирають», де йдеться про Революцію гідності 2013—2014 років та сучасну російсько-українську війну, а також постійна експозиція «Моє місто — Южноукраїнськ!», в якій зібрані матеріали про будівництво та розвиток Південноукраїнської АЕС та міста-супутника.
У музеї проводяться тематичні виставки до знаменних дат та подій з фондів музею, приватних колекцій та інших музеїв, організовуються виставки місцевих художників, талановитих майстрів. Також проводяться різноманітні культурно-дозвілеві, масові та культурно-освітні заходи.